# ひばり結び

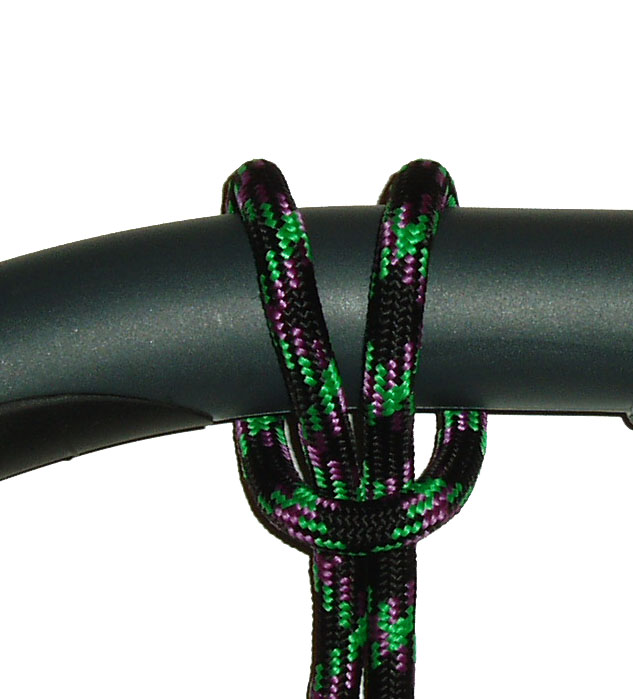
ひばり結び

ひばり結びは、ロープなどを芯に縛り付ける結び方（ヒッチ）のひとつ。英語ではカウ・ヒッチ（Cow hitch）またはラークス・ヘッド（Lark's head）という（Larkはヒバリのこと）。スリングを使ってひばり結びをするときはベイル・スリング・ヒッチ（Bale sling hitch）と呼ばれる。

## 結び方

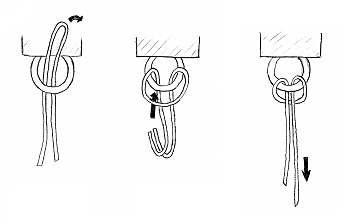
ひばり結びの結び方

ロープを2つ折りにして、折られた部分（バイト）を芯にかけ、2つの端をバイトから抜くとひばり結びとなる（右図を参照）。
また、芯に対して異なる向きのひと結びを2度施したものと解釈することもできる。
開放芯に結ぶときは、ロープを2つ折りにして折られた部分に片手を差し込み、二重になったロープを掴んで引き出し、そのまま芯にかければすばやくつくることができる。

## 特徴・用途

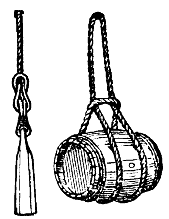
ひばり結びの使い方

巻き結びと比べると摩擦が少なくほどけやすいため、両方の端に荷重がかかるように工夫して使う。
ひばり結びは馬などの家畜をつなぎとめておくために使われていた。物を縛るとき、ロープを輪にして右図のようにひばり結びで固定することができる（薪などのばらけやすいものにも対応できる）。携帯電話のストラップをつけるときにも使われる。

## 関連する結び目
ペディグリー・カウ・ヒッチ
芯に対してひばり結びを施したあと、片方の動端を結び目に通して強度を高める方法。ハリー・アセルが1989年に発表した。
変形ひばり結び
ひばり結びを施したあと2つの動端を結び目に通す方法で、大きな石にロープを結びつけるときなどに用いる。